# Humanistyka wojskowa
Humanistyka wojskowa – dziedzina nauki obejmująca zagadnienia związane z „czynnikiem ludzkim” w siłach zbrojnych (zarówno w czasie pokoju jak i wojny). 
Przedmiotem badań humanistyki wojskowej mogą być przykładowo zagadnienia wytrzymałości fizjologicznej i psychicznej żołnierzy, analiza ich przeżyć związanych ze służbą i walką, czy badanie problemów osiągania lub wykazywania się odpowiednimi kwalifikacjami moralnymi, umysłowymi i kompetencyjnymi. Humanistyka wojskowa bada zatem wszelkie aspekty „ludzkie”, które mogą okazać się użyteczne przy doskonaleniu procesów nauczania i wychowania osób służących w wojsku.
Do głównych gałęzi humanistyki wojskowej zalicza się:
- psychologia wojskowa
- teoria wychowania wojskowego
- dydaktyka wojskowa
- socjologia wojska
- socjologia wojny
- historia wojskowości
- ekonomika wojskowa